# Enallagma cyathigerum
Enallagma cyathigerum (Charpentier, 1840). je vrsta iz familije Coenagrionidae. Srpski naziv ove vrste je Plavetna devica.

## Opis vrste
Trbuh oba pola je plav. Na trbušnim segmentima mužjak ima crne, prstenaste šare, a na drugom segmentu karakterističnu šaru u obliku pečurke. Od trećeg do sedmog segmenta ženke imaju šaru u obliku torpeda. Sa bočne strane grudi imaju jednu crnu, neprekinutu liniju. Krila su providna s malom i tamnom pterostigmom. Ovo je vrsta s karakterističnim obeležjima, ali po tipu obojenosti slična vrstama iz roda Coenagrion, međutim, sa nešto robusnijim telom od njihovog..

## Stanište
Naseljava sve tipove stajaćih i sporotekućih voda.

## Životni ciklus
Ženke polažu jaja ubušujući ih u tkivo flotantnih biljaka. Za to vreme mužjak je prikaćen za nju (polaganje jaja u tandemu). U zavisnosti od temperature vode larveno razviće može trajati i duže od jedne godine, ali u toplijim uslovima (na jugu Evrope) ova vrsta može imati i više generacija godišnje. Po završenom larvenom razviću izležu se odrasle jedinke i svoju egzuviju ostavljaju na priobalnoj vegetaciji.

## Sezona letenja
Sezona letenja traje od aprila do oktobra.

## Spoljašnje veze
- „Common Blue Damselfly”. British Dragonfly Society. Приступљено 16. 8. 2010.
- Bugguide.net page on Enallagma damselflies
- Youtube video of E. cyathigerum